# You Don't Own Me
«You Don't Own Me» es una canción escrita por los compositores John Madara y David White y grabada por Lesley Gore en 1963, cuando Gore tenía 17 años. La canción fue la segunda grabación más exitosa de Gore y su último sencillo entre los diez primeros en las listas de éxitos musicales. El 27 de noviembre de 2016, el Salón de la Fama de los Grammy anunció su inducción, junto con la de otras 24 canciones.
La canción expresa una emancipación amenazada, ya que la cantante le dice a un amante que no es su dueño, que no debe decirle qué hacer o qué decir, y que no debe exhibirla. La letra de la canción se convirtió en una inspiración para las mujeres jóvenes y a veces se cita como un factor en la segunda ola del feminismo.
Gore dijo: «Mi interpretación de la canción fue: tengo 17 años, qué cosa tan maravillosa, estar de pie en un escenario y sacudir el dedo a la gente y cantar, no te pertenezco». En el obituario de Gore, The New York Times se refirió a «You Don't Own Me» como «indeleblemente desafiante».

## Posicionamiento
La canción alcanzó el número dos en el Billboard Hot 100 en los Estados Unidos. La canción permaneció en el número dos durante tres semanas consecutivas el 1 de febrero de 1964, incapaz de superar el éxito de The Beatles, «I Want to Hold Your Hand» y se convirtió en el segundo éxito más exitoso de Gore, junto a «It's My Party». La canción fue el último sencillo entre los diez primeros de Gore.
| Lista (1964)                       | Mejor posición |
| ---------------------------------- | -------------- |
| Estados Unidos (Billboard Hot 100) | 2              |

## Versiones
La cantante canadiense Michèle Richard grabó una versión francesa de la canción, titulada «Je suis libre», en 1964.
Dusty Springfield lanzó esta canción en sus álbumes de 1964 A Girl Called Dusty (Reino Unido) y Stay Awhile/I Only Want to Be with You (Estados Unidos). La canción apareció nuevamente en su álbum de 1965 Ooooooweeee!!! (Estados Unidos).
Los Ormsby Brothers lanzó la primera versión masculina de esta canción en 1973. Los hermanos eran de Nueva Zelanda, y su versión fue un éxito de top 10 en Australia en ese año.
Klaus Nomi lanzó una versión que fue su primer sencillo de estudio lanzado y se incluyó en su álbum homónimo lanzado en 1981.
Joan Jett lanzó una versión de la canción en su álbum debut, originalmente titulado Joan Jett, pero relanzado como Bad Reputation. La primera grabación de su conocida versión de «I Love Rock 'n' Roll» fue un lanzamiento en Europa doblee con «You Don't Own Me» lanzado en 1979.
The Blow Monkeys realizaron una versión de la canción para la película de 1987 Dirty Dancing. La canción se canta de manera similar a la original pero desde una perspectiva masculina. La letra no es cambiada de la versión de Gore. La canción fue grabada como una canción R&B en lugar de como una canción pop directa.
André Hazes, un cantante popular holandés, grabó una versión en holandés de la canción en 1981 para su álbum Gewoon André; «Zeg Maar Niets Meer» fue popular en Europa y alcanzó el número 2 en las listas holandesas a principios de 1982.
En 1998, Eva Pilarová cantó una versión checa bajo el nombre de «Cesta končí» en el álbum Requiem.
La canción proporciona un momento clave al final de The First Wives Club (1996). Las tres «primeras esposas» - Bette Midler, Diane Keaton y Goldie Hawn - cantan la canción en triunfo sobre sus egoístas exesposos. Keaton había cantado en Annie Hall (1977) y Hawn había lanzado un LP en 1972, pero ninguna de las dos era conocida por sus voces. Esta versión fue lanzada comercialmente en 1997 por Columbia Records.
La canción apareció en el álbum For the Girls de Kristin Chenoweth, lanzado en 2019. Cuenta con Ariana Grande.

### Versión de Grace
La canción fue versionad por la cantante y compositora australiana Grace y fue lanzada como su primer single. Cuenta con la colaboración del rapero estadounidense G-Eazy. La versión de Grace fue producida por Quincy Jones, quien también produjo la grabación original de Lesley Gore, y Parker Ighile. Fue lanzada el 17 de marzo de 2015, un mes después de la muerte de Gore, y alcanzó el número uno en las listas musicales de Australia, y luego obtuvo tres certificaciones Platino por la ARIA. La canción también fue un éxito en Nueva Zelanda, alcanzando el número cinco durante dos semanas consecutivas, y en el Reino Unido, alcanzando el número cuatro.
En una entrevista con House of Fraser, Grace dijo «[Quincy Jones] me contó cómo la canción salió durante el movimiento feminista y cómo fue una declaración tan fuerte. Me encantó la canción, comencé a investigar a Lesley Gore y me enamoré de ella como artista. [You Don't Own Me] realmente me inspiró».
La canción fue lanzada en todo el mundo el 17 de marzo de 2015. Creció en importancia en el Reino Unido cuando se utilizó en el anuncio de Navidad del grupo de grandes almacenes House of Fraser de 2015. También fue interpretada por la concursante de The X Factor Lauren Murray el 28 de noviembre de 2015 y Matt Terry el 8 de octubre de 2016. La mayor exposición de la canción la ayudó a alcanzar el pico número cuatro en la UK Singles Chart. La canción apareció en el tercer tráiler de la película Escuadrón suicida de 2016, y apareció en el álbum de la banda sonora de la película.
La canción apareció en la apertura del octavo episodio de Riverdale en marzo de 2017, así como en la música de fondo para el comercial del Ford Mustang GT 2018, con Helen Hunt y Evan Rachel Wood.
El 1 de junio de 2015 se lanzó un video musical dirigido por Taylor Cohen.

## Posiciones

### Listas semanales
| Lista (2015-2016)                           | Mejor posición |
| ------------------------------------------- | -------------- |
| Australia (ARIA)                            | 1              |
| Austria (Ö3 Austria Top 40)                 | 55             |
| Bélgica (Flandes) (Ultratip Bubbling Under) | 42             |
| Canadá (Canadian Hot 100)                   | 45             |
| República Checa (Rádio Top 100)             | 52             |
| Francia (SNEP)                              | 182            |
| Hungría (Single Top 40)                     | 32             |
| Irlanda (IRMA)                              | 13             |
| Italia (FIMI)                               | 89             |
| Nueva Zelanda (Recorded Music NZ)           | 5              |
| Portugal (AFP)                              | 62             |
| Escocia (Scottish Singles Sales Chart)      | 3              |
| Eslovaquia (Singles Digitál Top 100)        | 50             |
| Eslovaquia (Singles Digitál Top 100)        | 38             |
| España (Top 100 Canciones)                  | 19             |
| Suiza (Schweizer Hitparade)                 | 60             |
| Reino Unido (UK Singles Chart)              | 4              |
| Estados Unidos (Billboard Hot 100)          | 57             |
| Estados Unidos (Mainstream Top 40)          | 22             |

### Listas de fin de año
| Lista (2015)                         | Posición |
| ------------------------------------ | -------- |
| Australia (ARIA)                     | 26       |
| Nueva Zelanda (Recorded Music NZ)    | 43       |
| Lista (2016)                         | Posición |
| UK Singles (Official Charts Company) | 87       |